# Agelanthus zizyphifolius
Agelanthus zizyphifolius är en tvåhjärtbladig växtart. Agelanthus zizyphifolius ingår i släktet Agelanthus och familjen Loranthaceae.

## Underarter
Arten delas in i följande underarter:
- A. z. vittatus
- A. z. zizyphifolius